# Veronik Skorupka
Veronik Sarah Skorupka, a także Veronik Sarah Olszewska (ur. 25 sierpnia 1988 w Hamburgu) – niemiecka siatkarka pochodzenia polskiego, grająca na pozycji przyjmującej i atakującej.
Gra również w siatkówkę plażową. W sezonie  2014/2015 grała w Orlen Lidze w zespole PGNIG Nafta Piła.

## Kluby
| Klub                            | Lata gry  |
| ------------------------------- | --------- |
| TSG Bergedorf                   |           |
| CVJM Hamburg                    |           |
| WiWa Hamburg                    |           |
| 1. VC Norderstedt               |           |
| CV Playas de Benidorm           |           |
| VT Aurubis Hamburg              | 2010–2012 |
| Köpenicker SC Berlin            | 2012–2013 |
| 1. VC Wiesbaden                 | 2013–2014 |
| PGNIG Nafta Piła                | 2014–2015 |
| Sens Olympique Club Volley-Ball | 2015–2016 |